# Södergarn

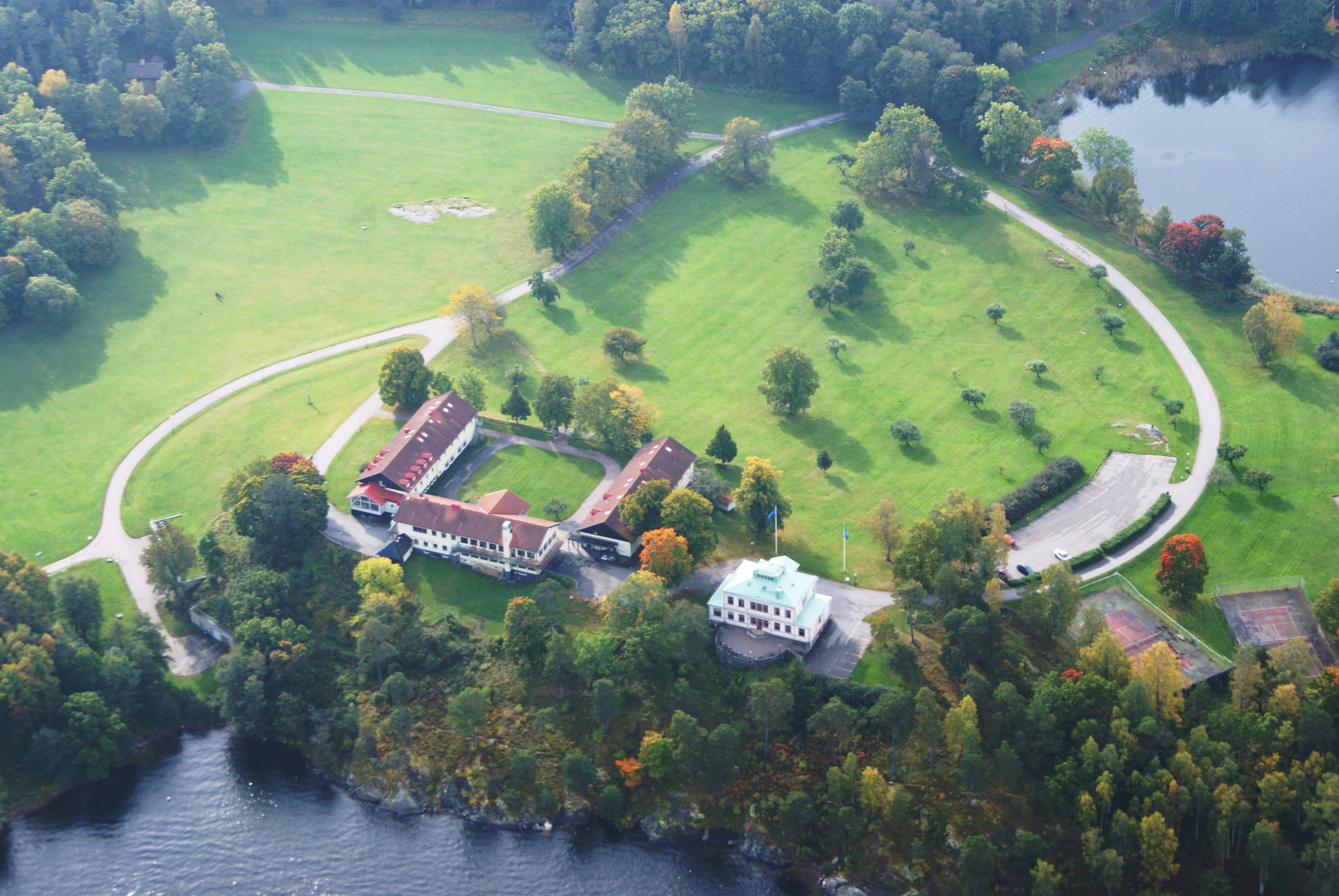
Flygfoto över Södergarns konferensanläggning, september 2012.

Södergarn är stadsdel och en udde i Askrikefjärden i Lidingö kommun. Udden ägs av Handelsbanken som har sin konferens- och kursgård här. Området domineras av ett stort öppet grönområde och är fritt tillgängligt för allmänheten för rekreation.

## Etymologi
I ett köpebrev för Södergarn upprättat 1381 anges området som "søthagarna". 1498 hade namnet ändrats till "satagarn" och 1555 till den nuvarande benämningen, Södergarn. Ändringen till förledet till Söder kan ha uppkommit av att den centrala delen av området lutar svagt mot söder och därför har en gynnsam solinstrålning för odling. I fornsvenskan betydde "søth" får och "garn" holme, översatt till modern svenska; Fårholmen, som man antar under någon tid användes som betesmark för får. Området Södergarn liksom det närliggande landområdet Bosön var för cirka 2000-1000 år sen skilt från Lidingös fastland men har förenats genom landhöjningen, vilket kan förklara benämningen holme. Dagens konferensgård som ligger på en höjd 15 m ö.h., låg helt under vatten år 2000 f.Kr.

## Historia

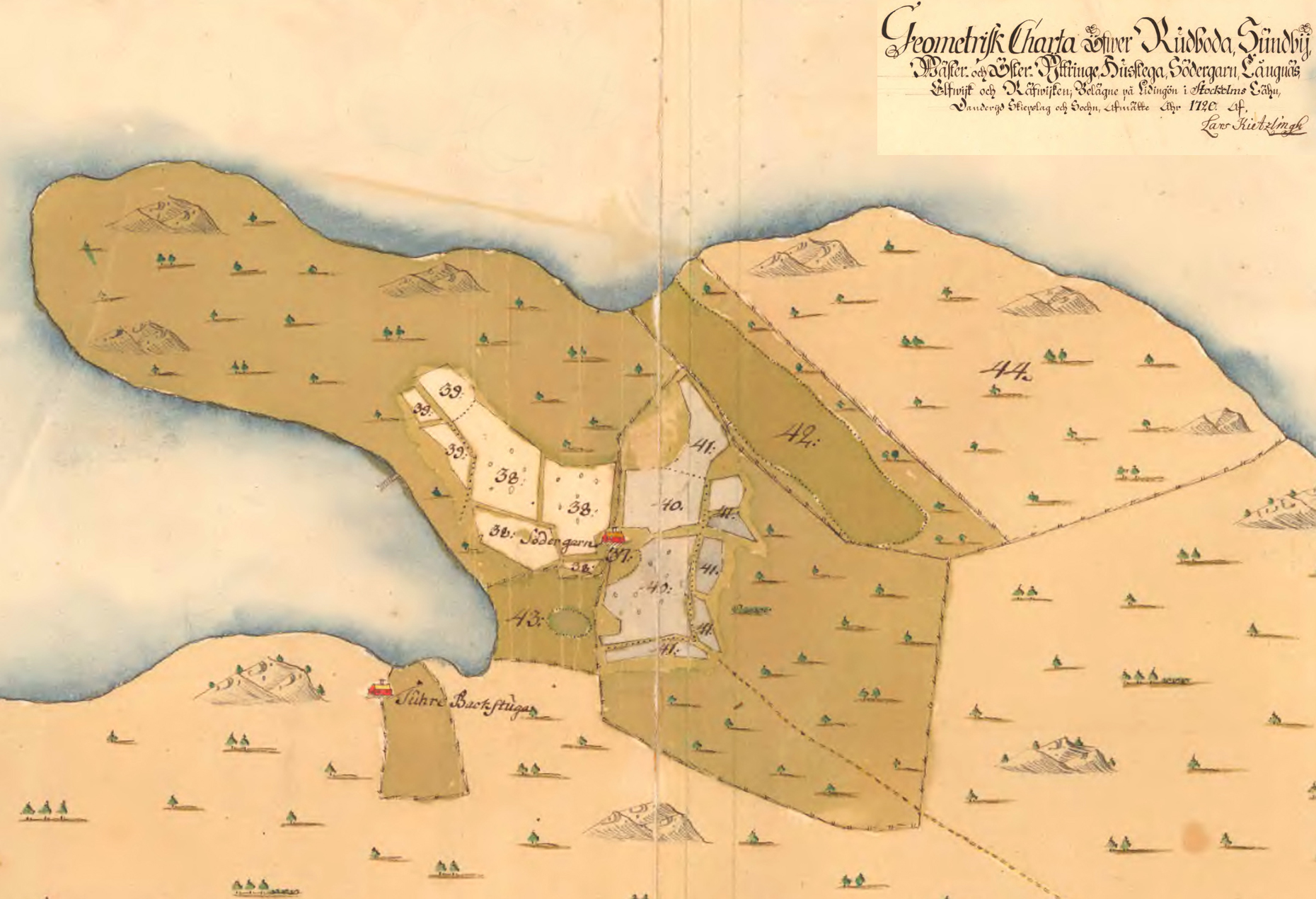
Södergarns gård och tillhörande uppodlad mark på en karta upprättad av lantmätare Lars Kietzlingh 1720.

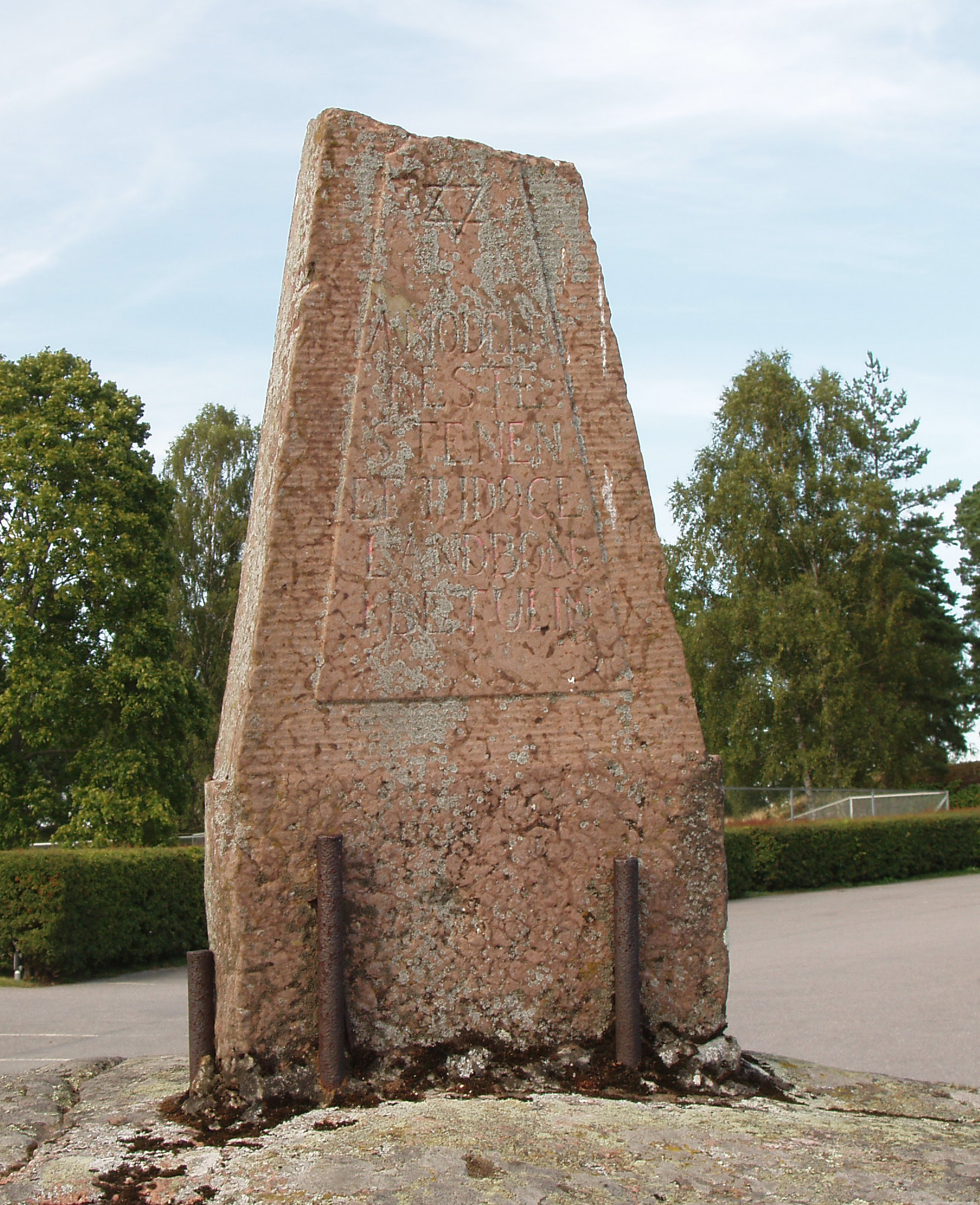
Minnessten på Södergarn över Jan Betulin med texten: "A. Modéer reste stenen eft. idoge lantbon J. Betulin".

Södergarns brokiga historia och många ägare börjar som ett torp uppfört någon gång på mitten av 1300-talet då många mindre lantbruksgårdar etablerades på Lidingö, dock med oklara ägarförhållanden. Den förste dokumenterade fastighetsägaren var Bo Jonsson (Grip) som köpte Södergarns gård 1381. Bo Jonson köpte under denna tid en rad gårdar på Lidingö varav många köp finns dokumenterade i köpehandlingar daterade till just året 1381, bland annat Elfviks gård och Östra Yttringe gård. Efter Bo Jonson kom hela Lidingö att via Nils Jönsson (Oxenstierna) och senare riksrådet Axel Nilsson (Banér) att tillhöra släkten Banér på Djursholms slott under nästan 300 år.
Södergarns äldste kände arrendator under Banérs tid som ägare av Lidingölandet hette Nils. Han är nämnd i 1584 års jordebok.  Ungefär hundra år senare hette arrendatorn Matts Andersson, varefter gården gick i arv från far till son i tre generationer. På en karta över gårdsägorna på Elfvikslandet, bland annat innefattande Rudboda, Sundby, Yttringe och Hustega gårdar upprättad av lantmätare Lars Kietzlingh 1720, anges Jacob Johansson som innehavare av Södergarns jordbruksmark. Den enda vägen från Södergarn gick sydost över skogen ner till Hustega gård där Elfviksvägen ansluter. Från 1736 till 1753 arrenderades gården av Carl Mikael Mattsson, som av eftervärlden fick betyget "en slät bonde med en usel häst, lät åkern förfalla och en äng samt betesmark igenväxa".
På 1750-talet arrenderade Jan Betulin (d. 1759) Södergarn av grevinnan Ulrika Kristina Wellingk (1687–1766), änka efter Johan Claesson Banér (1659–1736), innehavare av Djursholms gods inkluderande Lidingö. Betulin som är känd för att på 1740-talet ha köpt Björkskärs- och Lilla Nassa skärgård, lät röja området på skog, anlägga åkrar och samla sten i stenrösen. Han uppförde också ett antal nya hus. Jan Betulin som var en mångsysslare, drev under denna tid också en krog på Fjäderholmarna. Ett bra bevis på det arbete som Betulin hade lagt ner på Södergarn är den minnessten som restes av lantmätare Adolph Modéer (1739–1799), som köpte Södergarn 1775, med texten; "A. Modéer reste stenen eft. idoge lantbon J. Betulin". Modéer sålde Södergarn efter fem år till hovsekreteraren Jon Wettervik (1733–1802). Under somrarna hyrde Wettervik ut rum till stockholmare.
Från 1799 och framåt ägdes Södergarn av olika stockholmare som framförallt hade fastigheten som sommarnöje, däribland 1799 fabrikör Anders Immerman, 1811 sidenfabrikör Petter Gustav Westman och 1826 justitierådet Erik Wilhelm Bredberg som ägde Södergarn fram till 1846. Familjen Bredbergs tjugo år på Södergarn kom att kasta viss glans över Södergarn. I bevarad brevväxling mellan far och son ges prov på hur man kunde fördriva tiden på landet i slutet på 1800-talet: "Till våra nöjen härute få vi räkna tvenne 'tableaux vivants' på Södergarn Catharinædagen och ett societetsspectacle nästa måndag, givet av både theaterelever och icke elever".
1846 sålde familjen Bredberg Södergarn till friherre Nils Albrekt von Lantingshausen von Höpken (1811–1868), innehavare av Bogesunds slott. Gården beboddes dock i början av en tidigare ägare, Margareta Katarina Frodelius (1787–1851). Under lång tid förföll gården varefter fastigheten 1880 köptes av Lidingö köping för att användas som fattiggård.

### Sommarvillan
1888 såldes fastigheten till grosshandlare Carl Fredrik Falkman som lät uppföra den stora sommarvillan, placerad väster om de kursgårdsbyggnader som uppfördes 1962, med en stor stensatt terrass på den norra sidan av huset med utsikt över hela Askrikefjärden. Arkitekt var Magnus Isæus. Falkman ägde Liljeholmens vinfabrik som tillverkade vinbärsvin och krusbärsvin. En stor del av fabrikens råvaror kom från trädgårdsodlingarna på Södergarn som Falkman anlagt.
När Lidingös villaområden genom olika tomtbolag hade börjat etablera sig i början på 1900-talet sålde Falkmans arvingar Södergarn 1917 till Västra Yttringe Tomt AB.

### Konferensanläggningen
1929 hyrde Svenska Handelsbanken Södergarn för att kunna erbjuda sin personal ett rekreations- och semesterhem i lantlig miljö. 1944 köpte banken hela fastigheten. Två år senare utvidgades den med en grannfastighet, den så kallade "Scoutvillan" som innehades av Norra Lidingö sjöscoutkår fram till våren 2006. 1959 beslutade banken att uppföra en ny kursgård varvid den gamla förfallna gården brändes ner och 1962 stod den nya kursgården klar bestående av en huvudbyggnad och två flyglar. Anläggningen utgör den centrala delen av nuvarande Södergarns konferensanläggning. Husen ritades av Lidingö-arkitekten Lars Åkerlund.

## Bildgalleri

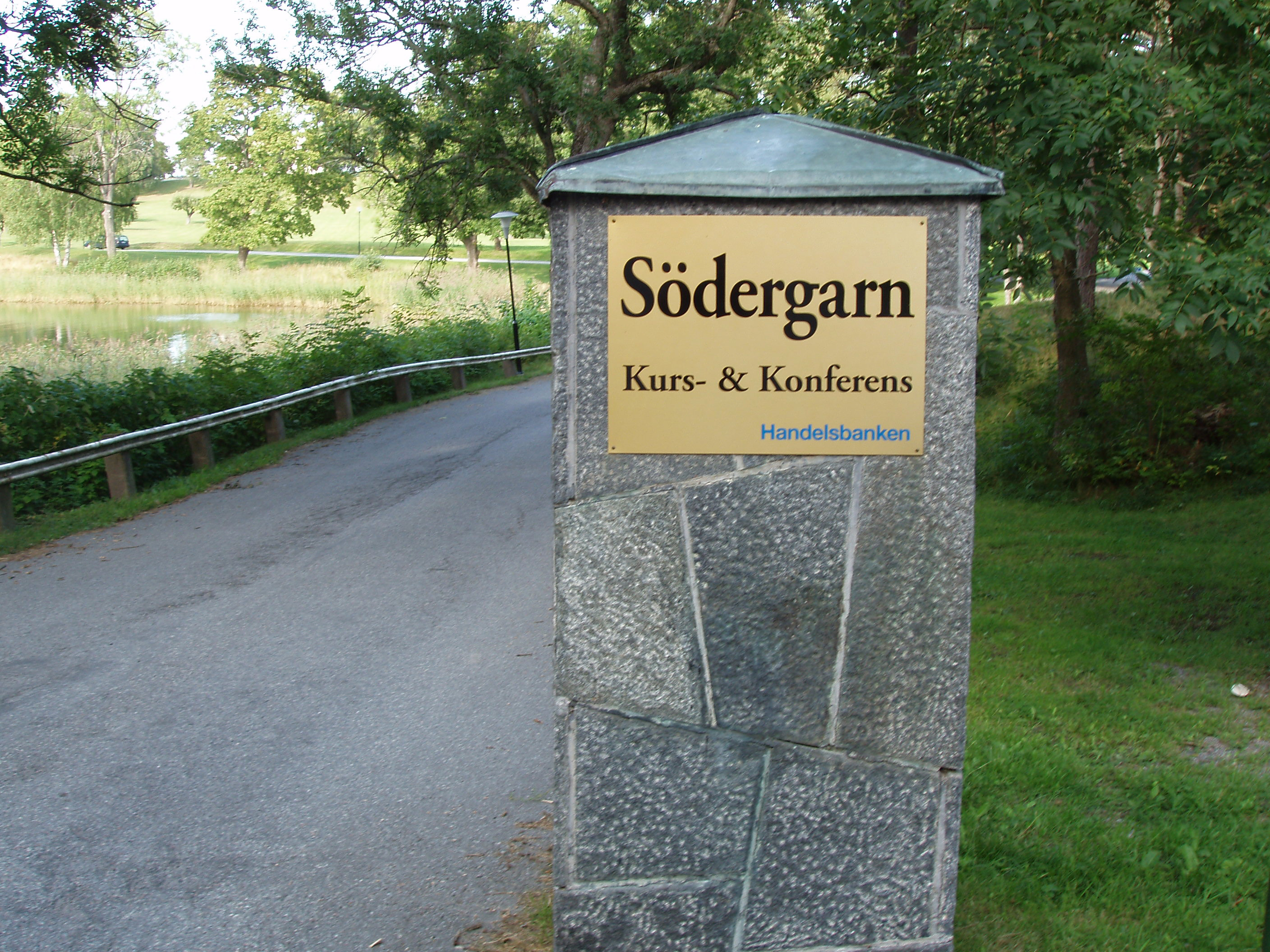
Grindstolpe vid infarten till fastigheten Södergarn.
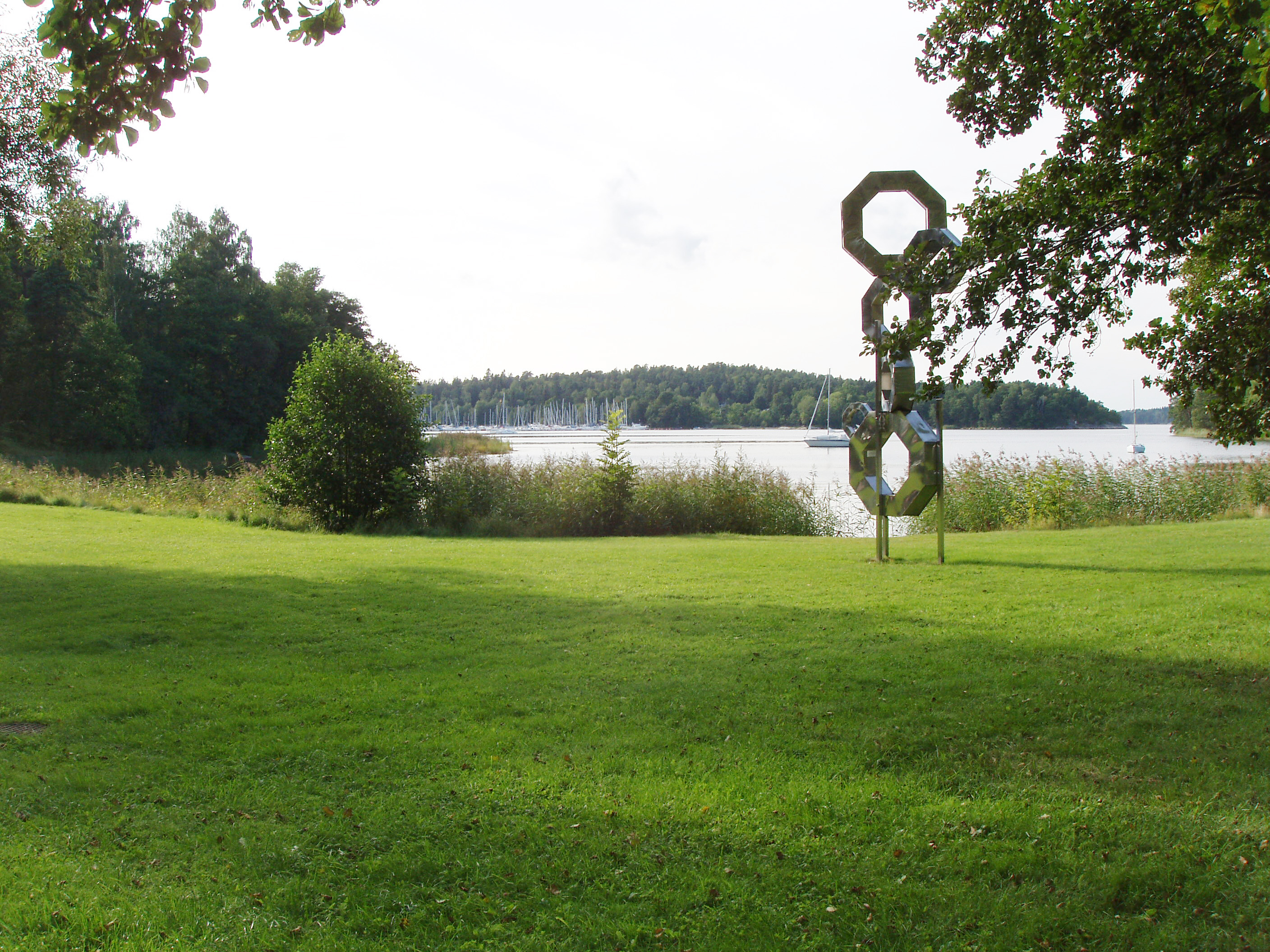
Södergarns strandområde med skulptur uppbyggd av Handelsbankens logotyp. Vy mot Södergarnsviken och Bosöns båtklubb.
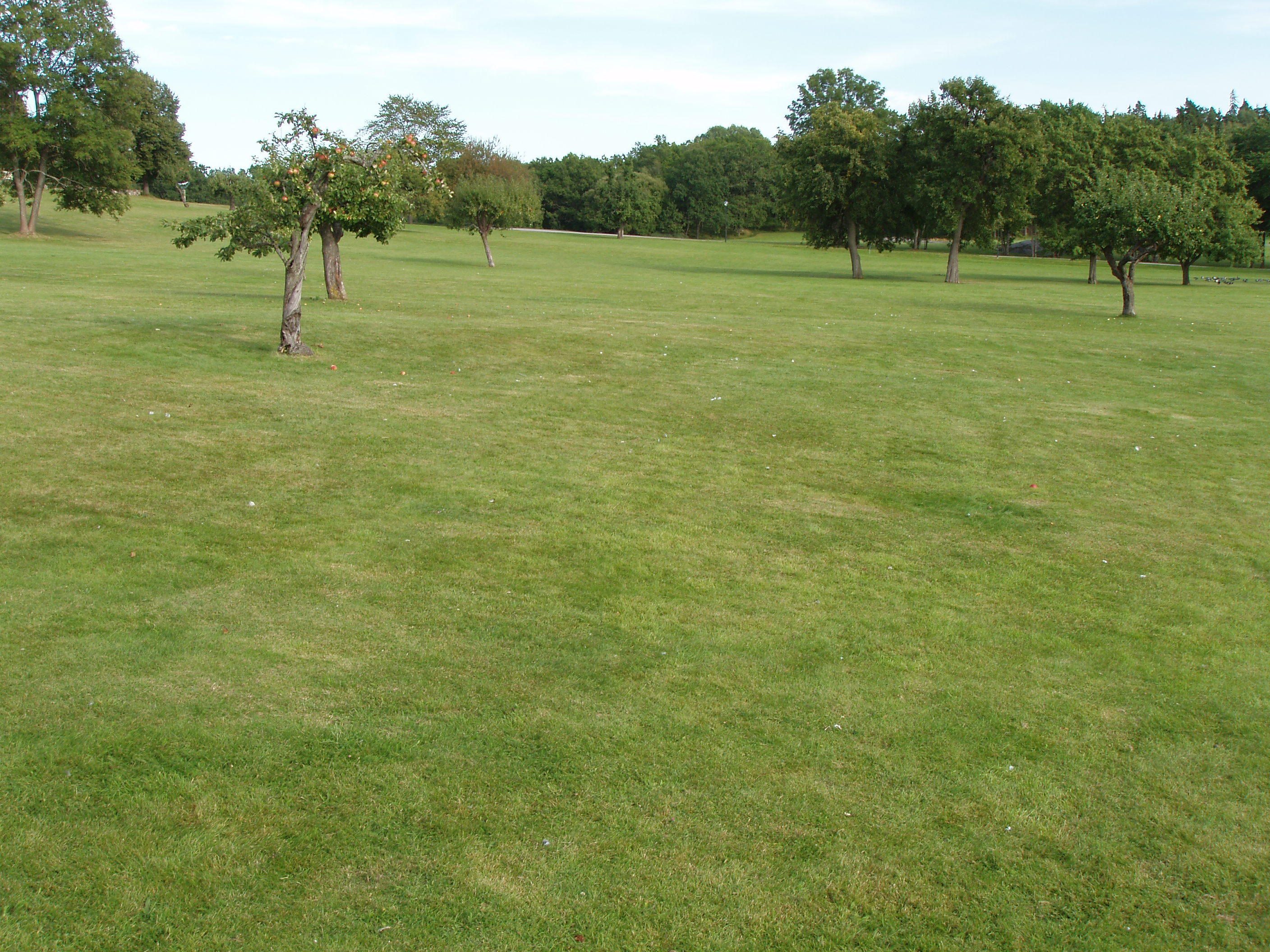
Södergarns tomtområde. Vy mot öster.
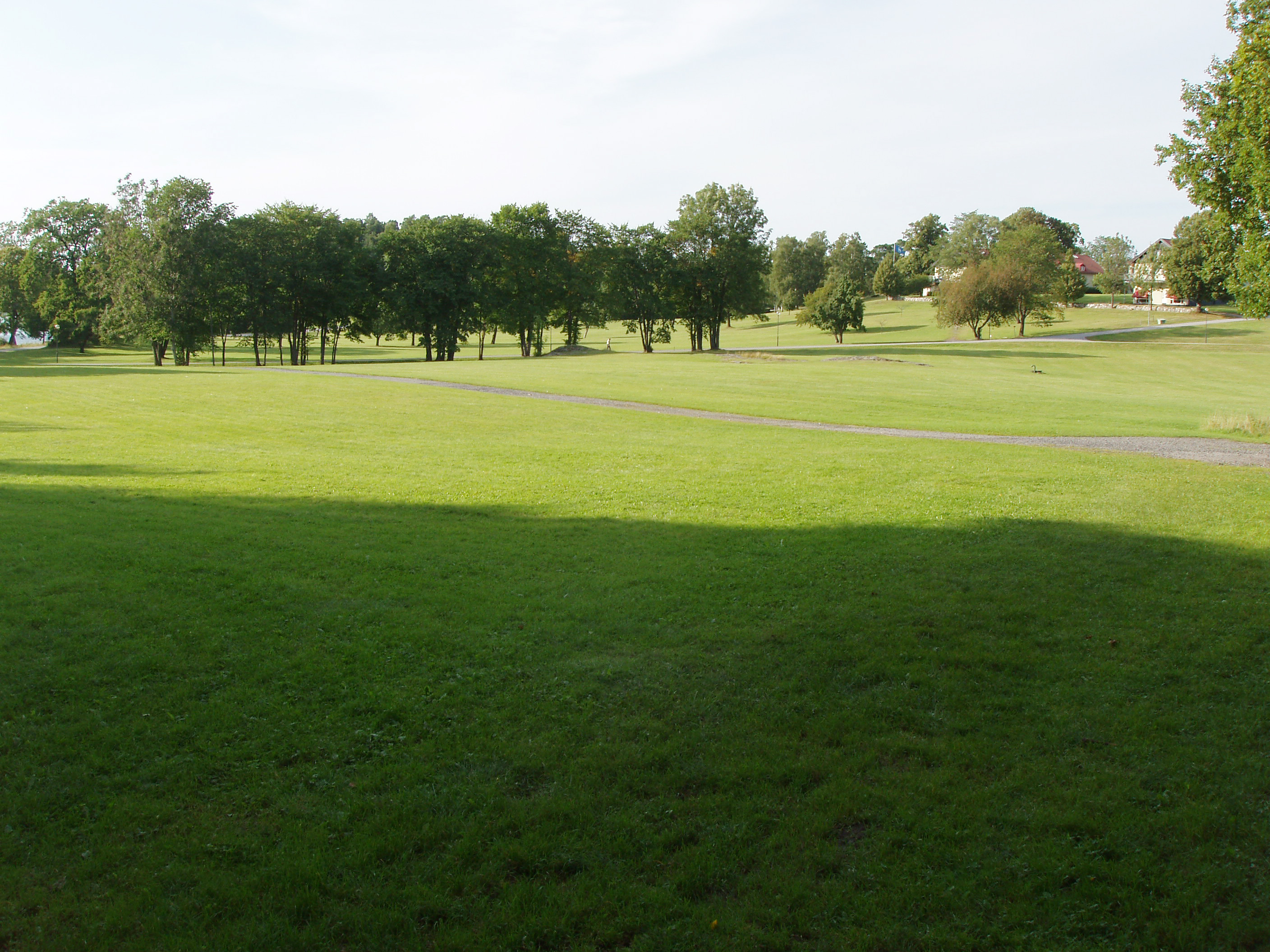
Södergarns tomtområde. Vy från tomtens sydöstra hörn mot nordväst.

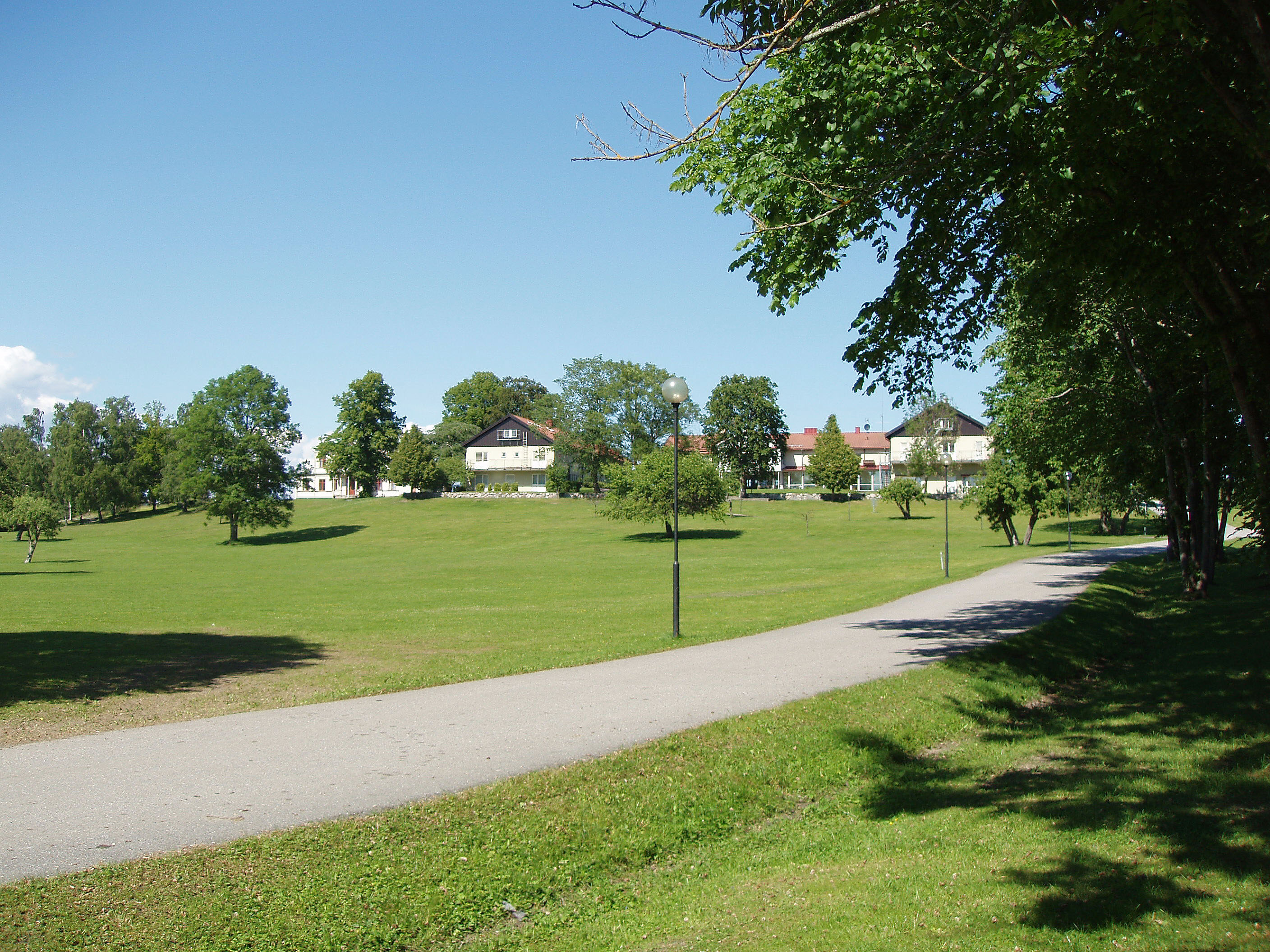
Södergarns konferensanläggning.
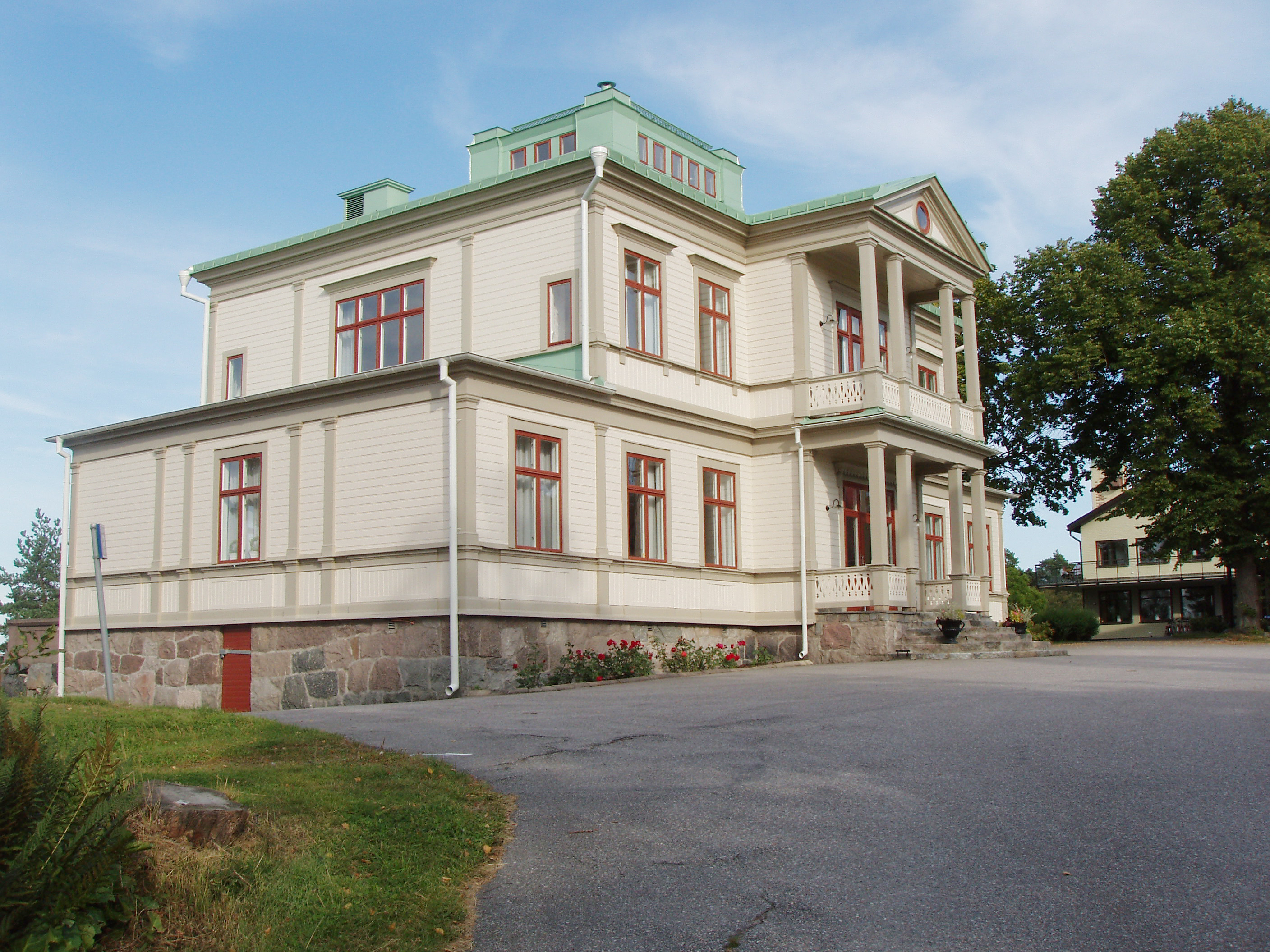
Sommarvillan på Södergarn, uppförd av Carl Fredrik Falkman 1888.
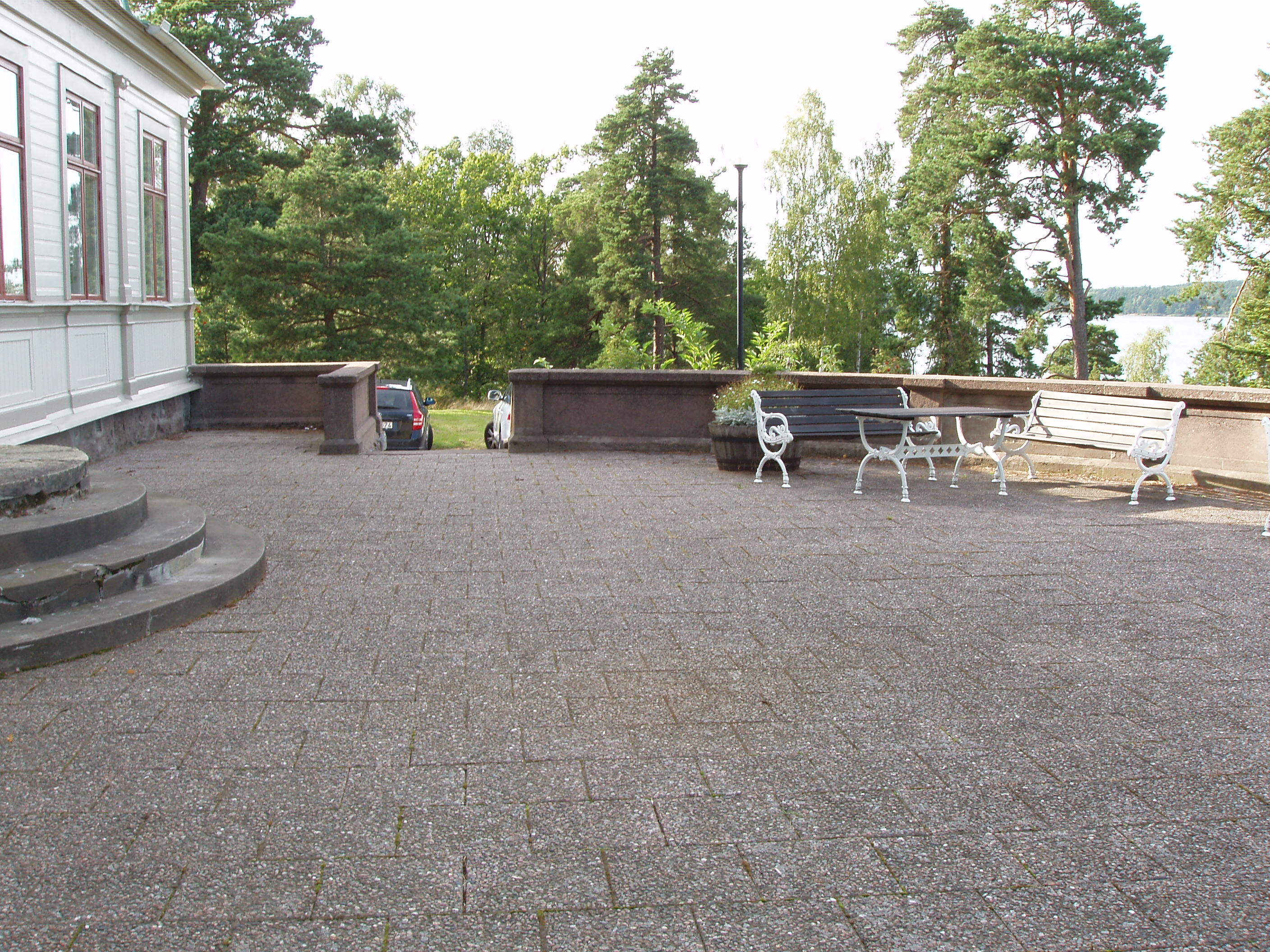
Terrassen på den norra sidan av Sommarvillan med utsikt över Askrikefjärden.
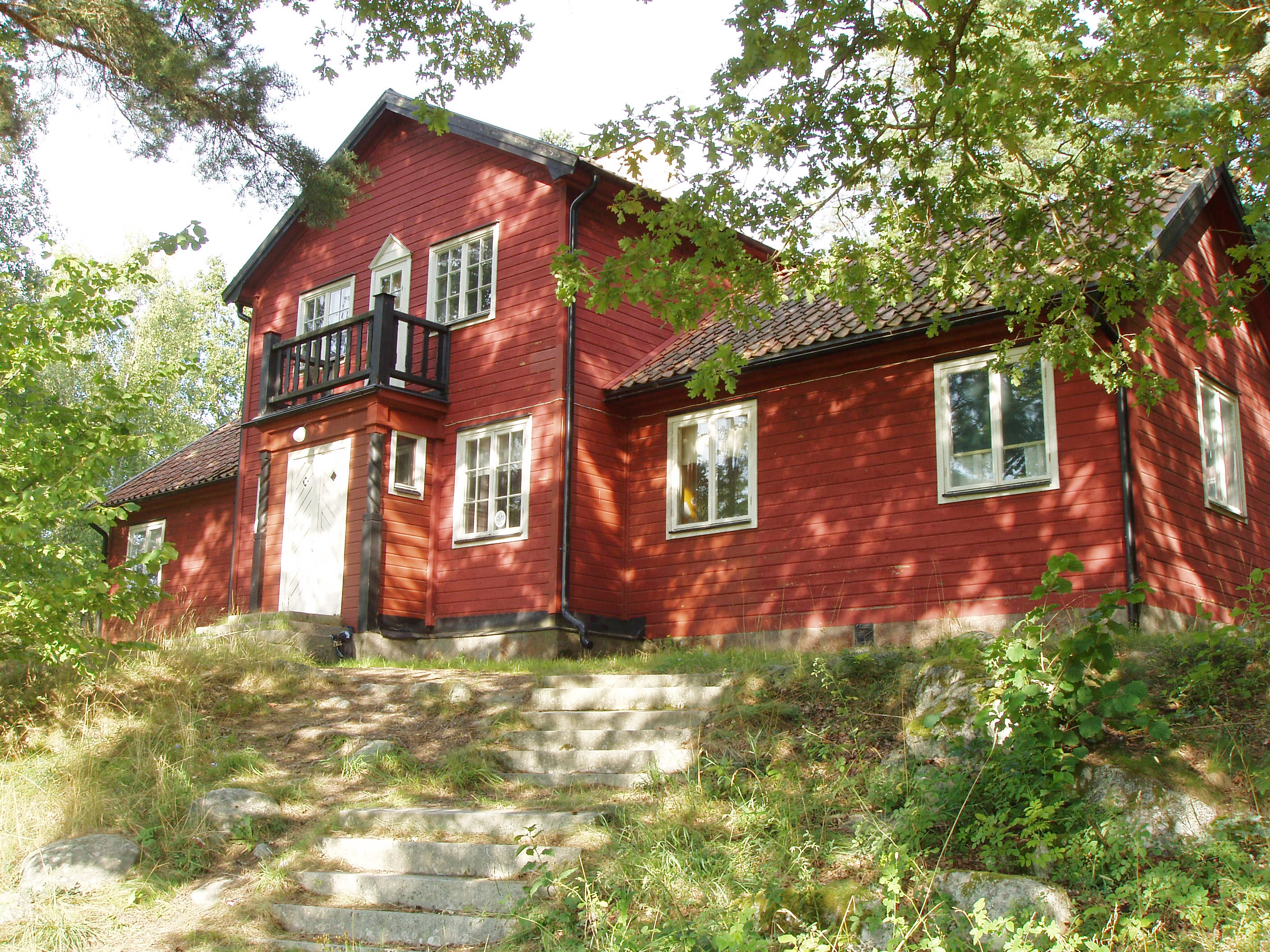
Scoutvillan på Södergarn i den sydöstra delen av området.

### Fotnoter
1. ↑  Uppskattad landkontur för Lidingö vid Kristi födelse, se länk
2. ↑  Adolph Modéer var medlem av Kungliga Vetenskapsakademien och författade olika läroböcker. När Modéer var 22 år skrev Carl von Linné att Modéer hade samlat mer nya och sällsynta insekter än någon annan i landet. Två insektsarter är uppkallade efter Modéer.
3. ↑  C. F. Falkmans son Harald Falkman var arkitekten bakom Villa Söderås på Elfvik. Han var farfar till Loa Falkman.

### Webbkällor
- Södergarns historia